# Fotella notalis
Fotella notalis là một loài bướm đêm trong họ Noctuidae.